# Marcilene Liana Guajajara
Marcilene Liana Guajajara (Bom Jardim, 9 de dezembro de 1983) é uma liderança indígena, ativista ambiental e estudante brasileira. É coordenadora-geral da Coordenação das Organizações e Articulação dos Povos Indígenas do Maranhão (COAPIMA) e integrou a delegação brasileira na 28ª Conferência das Nações Unidas sobre Mudanças Climáticas (COP28) em Dubai atuando na defesa dos direitos dos povos originários do Maranhão e na promoção de políticas socioambientais.

## Biografia
Marcilene é originária da aldeia Maçaranduba, no território Carú do município de Bom Jardim no Maranhão.  Foi criada pelos avós e vivenciou desafios como um casamento forçado na adolescência. Durante sua juventude, presenciou práticas tradicionais de cura em sua comunidade, o que mais tarde influenciou sua trajetória. Tornou-se agente de saúde indígena, atuando diretamente no cuidado e na promoção do bem-estar de seu povo.
No ano de 2022, ingressou no curso de Licenciatura Intercultural em Ciências da Natureza pelo Programa de Formação Docente para a Diversidade Étnica (PROETNOS) da Universidade Estadual do Maranhão (UEMA). Paralelamente aos estudos, assumiu a coordenação-geral da COAPIMA (Coordenação das Organizações e Articulação dos Povos Indígenas do Maranhão), tornando-se uma das principais vozes na defesa dos direitos indígenas no estado.

## Carreira
COP28
Em 2023, foi selecionada para integrar a delegação brasileira na COP28 em Dubai, liderada pela ministra Sônia Guajajara, onde destacou-se como liderança feminina indígena nos debates sobre mudanças climáticas. Sua atuação focou em levar as demandas dos povos originários do Maranhão ao cenário internacional, articulando-se com a Coordenação das Organizações Indígenas da Amazônia Brasileira (COIAB).
Política Nacional de Gestão Territorial e Ambiental em Terras Indígenas (PNGATI)
Marcilene destacou-se na 2ª Oficina de Governança Regional sobre política no Maranhão, evento organizado pelo governo estadual do Maranhão e pelo Ministério dos Povos Indígenas. O objetivo do evento era discutir o processo de implementação da Política Nacional de Gestão Territorial e Ambiental em Terras Indígenas (PNGATI). 
Como coordenadora-geral da COAPIMA, enfatizou a necessidade de levar o debate às aldeias: "A volta da PNGATI é um ponto muito positivo, pois fortalece a nossa luta. Porém falta ainda levar esse debate para dentro das aldeias, para os territórios, onde de fato estão as verdadeiras lideranças, com nossos costumes, nossa caça e a gestão e preservação das terras. Sei que nem tudo depende do Estado, por isso devemos nos unir para achar maneiras eficazes que deem suporte ao custeio da implementação da política no nosso país". O evento reuniu 120 participantes, incluindo lideranças de 12 povos indígenas do Maranhão e Tocantins, e avançou na criação de estratégias como a Comissão de Acompanhamento da PNGATI no estado.